# Сент-Андре (Верхняя Гаронна)
Сент-Андре́ (фр. Saint-André, окс. Sent Andrèu) — коммуна во Франции, находится в регионе Юг — Пиренеи. Департамент — Верхняя Гаронна. Входит в состав кантона Ориньяк. Округ коммуны — Сен-Годенс.
Код INSEE коммуны — 31468.

## География
Коммуна расположена приблизительно в 640 км к югу от Парижа, в 65 км к юго-западу от Тулузы.

## Климат
Климат умеренно-океанический. Зима мягкая и снежная, весна характеризуется сильными дождями и грозами, лето сухое и жаркое, осень солнечная. Преобладают сильные юго-восточные и северо-западные ветры.

## Население
Население коммуны на 2010 год составляло 213 человек.
| 1962 | 1968 | 1975 | 1982 | 1990 | 1999 | 2010 |
| ---- | ---- | ---- | ---- | ---- | ---- | ---- |
| 280  | 216  | 215  | 225  | 192  | 180  | 213  |

## Экономика
В 2010 году среди 123 человек трудоспособного возраста (15—64 лет) 82 были экономически активными, 41 — неактивными (показатель активности — 66,7 %, в 1999 году было 71,3 %). Из 82 активных жителей работали 76 человек (45 мужчин и 31 женщина), безработных было 6 (3 мужчин и 3 женщины). Среди 41 неактивных 5 человек были учениками или студентами, 27 — пенсионерами, 9 были неактивными по другим причинам.